# طلسمية ثنائية الألوان
طلسمية ثنائية الألوان (الاسم العلمي: Catananche bicolor) هو نوع من النباتات يتبع جنس الطلسمية من الفصيلة النجمية.